# نیو کامناک
نیو کامناک (به انگلیسی: New Cumnock) یک شهرک در اسکاتلند است که در ایرشر شرقی واقع شده‌است. نیو کامناک ۲٬۸۸۴ نفر جمعیت دارد.